# Ambasada Monako przy Stolicy Apostolskiej
Ambasada Monako przy Stolicy Apostolskiej – misja dyplomatyczna Księstwa Monako przy Stolicy Apostolskiej. Ambasada mieści się w Rzymie.
Ambasador Monako przy Stolicy Apostolskiej akredytowany jest również przy Zakonie Maltańskim.